# Reithof (Ötisheim)
Der Reithof ist ein Wohnplatz auf der Gemarkung von Ötisheim im Enzkreis in Baden-Württemberg.

## Geographie
Der Reithof liegt etwa 1,1 Kilometer südlich von Corres, etwa 2,4 Kilometer westlich von Ötisheim und 2,9 Kilometer nördlich von Enzberg.

## Verkehr
Der Reithof ist aus Richtung Ötisheim über den Pforzheimer Weg zu erreichen.